# Піперидин
Піпериди́н (англ. Piperidine) — шестичленний насичений гетероцикл з одним атомом азоту, повністю гідрований аналог піридину. Безбарвна рідина з характерним неприємним запахом. Цикл піперидину входить до складу анальгетичного препарату — тримеперидину та нейролептичного — галоперидолу.

Піперидин — структурний фрагмент алкалоїду чорного перця (Piper nigrum) піперину.

## Отримання
Піперидин синтезують відновленням піридину воднем, який виділяється в результаті взаємодії лужних металів зі спиртами, наприклад, натрію з етанолом (реакція Бірча). А для безпосереднього гідрування застосовують каталізатори на кшталт нікелю Ренея.

## Хімічні властивості
Піперидин проявляє значно сильніші осно́вні властивості, аніж піридин. Атоми водню у циклі можуть легко заміщуватися алкільними та ацильними залишками, нітрозогрупою.
Під дією сульфатної кислоти або каталізаторів (нікель Ренея, платинова чернь) піперидин дегідрується до піридину.